# President-elect

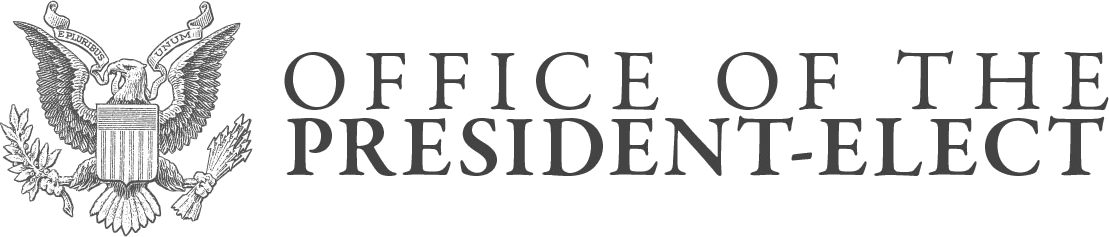
Office of the President-Elect

De president-elect in de Verenigde Staten is een nieuwgekozen president die nog niet geïnaugureerd is en dus nog niet officieel in functie. Momenteel is niemand de president-elect.
Het woord elect komt van het Latijnse 'e-legere', wat letterlijk 'uit-kiezen' betekent. Een vergelijkbare term werd in de tijd van de Romeinen gebruikt: de vorm 'consul designatus', wat 'de verkozen consul' betekent.
Een zittende, herverkozen president is al in functie en wordt niet aangeduid als president-elect. Ook spreekt men niet van een president-elect wanneer de vicepresident van de Verenigde Staten rechtstreeks de president opvolgt als deze zijn ambt niet meer vervult, zoals bij overlijden, ziekte, aftreden of afzetting.

## Fasen
Deze informeel toegekende eretitel wordt gebruikt vanaf het moment dat de verkiezingsuitslag min of meer vaststaat, meestal al in de nacht na de verkiezingsdag. 
Een volgende fase begint als de General Services Administration  (GSA), een overheidsorganisatie ter ondersteuning van overheidsdiensten, de status van president-elect bevestigt. Dit brengt faciliteiten met zich mee, zoals het aan de president-elect ter beschikking stellen van middelen voor personeel, kantoorruimte en kantoorinrichting. Als deze fase nog op zich laat wachten krijgt de president elect soms wel al inzage in de President's Daily Brief (PDB). De United States Secret Service is verantwoordelijk voor de beveiliging van de president-elect en zijn gezin.
Doordat de Amerikaanse president indirect verkozen wordt, wordt de president-elect pas definitief winnaar na een periode van meer dan een maand, waarna het congres in gezamenlijke zitting de officiële uitslag vaststelt aan de hand van de stemming in het kiescollege. 

## Overgangsteam
Tijdens zijn periode als president-elect gebruikte Barack Obama de website change.gov voor zijn overgangsteam. Deze was tot november 2016 online. Donald Trump gebruikte de website greatagain.gov. De website van Joe Bidens overgangsteam was buildbackbetter.com. Deze websites verwijzen nu door naar whitehouse.gov. 